# Semboku
Semboku (jap. 仙北市 Senboku-shi) – miasto w północnej Japonii, na wyspie Honsiu. Znajduje się w prefekturze Akita. Ma powierzchnię 1 093,56 km². W 2020 r. mieszkało w nim 24 610 osób, w 9 220 gospodarstwach domowych  (w 2010 r. 29 568 osób, w 9 841 gospodarstwach domowych) 

## Historia

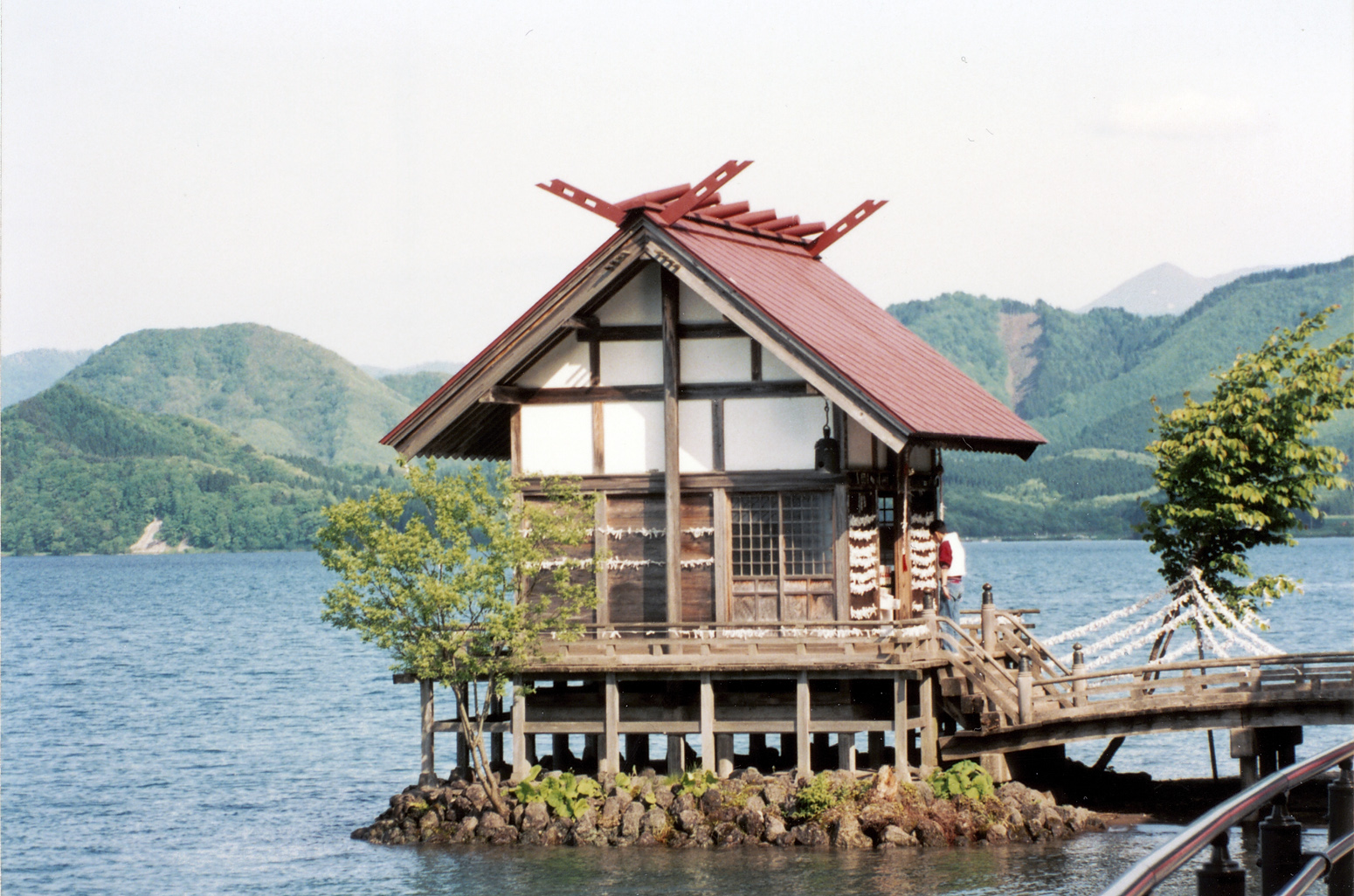
Jezioro Tazawa-ko

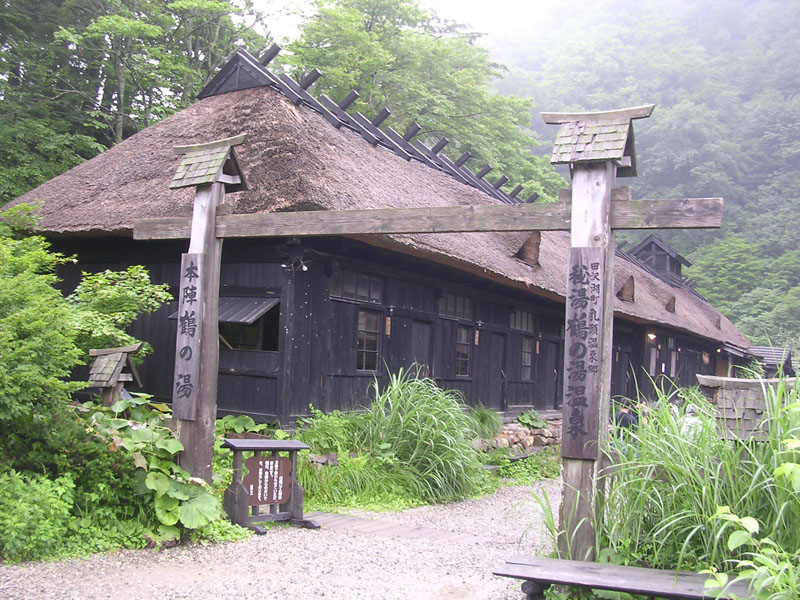
Gorące źródła Tsuru-no-Yu-Onsen

Semboku w prefekturze Akita

Miasto Semboku zostało utworzone 20 września 2005 roku z połączenia trzech miejscowości Kakunodate, Tazawako i Nishiki. Miasteczko Tazawako powstało we wrześniu 1956 z połączenia miasteczka Obonai oraz wsi Tazawa i Jindai. Kakunodate powstało jako miasto zamkowe. W 1889 Kakunodate wraz z miejscowościami Nakagawa, Kumosawa i Shiraiwa zaczęło tworzyć system municypalny, kończąc jako jedno miasto w marcu 1955 roku. Wieś Nishiki powstała w 1956 roku z połączenia wiosek: Saimyoji i Hinokinai.

## Geografia
Semboku leży w środkowo-wschodniej części prefektury, granicząc z prefekturą Iwate. W pobliżu środka miasta znajduje się najgłębsze jezioro Japonii, Tazawa. We wschodniej części leży wulkan Akita Koma-ga-take, w północnej Hachimantai, a w południowej Równina Semboku. Powierzchnia miasta wynosi 1 093,56 km², co stanowi 9,4% powierzchni prefektury.
90% powierzchni stanowią lasy. Źródłem wody są zaś spływające z gór Ōu potoki.
Przez teren Semboku przebiegają linie kolejowe Akita Shinkansen i Akita Nairiku-sen, a do głównych dróg należą 105, 46 i 341.

## Demografia
| 1995   | 2000   | 2005   | 2010   | 2015   | 2020   |
| ------ | ------ | ------ | ------ | ------ | ------ |
| 34 945 | 33 565 | 31 868 | 29 568 | 27 523 | 24 610 |